# European Open-Lucerne 1993
European Open-Lucerne 1993 — жіночий тенісний турнір, що проходив на відкритих кортах з ґрунтовим покриттям Tennis Club Lido у Люцерні (Швейцарія). Належав до турнірів 3-ї категорії в рамках Туру WTA 1993. Відбувсь усімнадцяте й тривав з 17 до 23 травня 1993 року. Шоста сіяна Ліндсі Девенпорт здобула титул в одиночному розряді й отримала 27 тис. доларів США, а також 190 рейтингових очок.

## Фінальна частина

### Одиночний розряд
Ліндсі Девенпорт —  Ніколь Провіс 6–1, 4–6, 6–2
- Для Девенпорт це був перший титул за кар'єру.

### Парний розряд
Мері Джо Фернандес /  Гелена Сукова —   Ліндсі Девенпорт /  Маріанн Вердел 6–2, 6–4